# Naked and True
Naked and True – dwunasty album studyjny amerykańskiej piosenkarki jazzowej Randy Crawford, wydany  w  1995 roku przez wytwórnię WEA pod numerem katalogowym 0630 10961-2  (Europa). Płytą Naked and True piosenkara powróciła do swoich początków jazzowo-soulowych. Świadczy o tym nagranie George’a Bensona "Give Me the Night" oraz udział w nagraniu płyty muzyków zespołu Funkadelic: Bootsy’ego Collinsa, Berniego Worrella i Freda Wesleya.

## Spis utworów
| 1.  | "Cajun Moon" (J.J. Cale)                                        | 4:02    |
|     |                                                                 |         |
| 2.  | "Give Me The Nigh" (Rod Temperton)                              | 5:06    |
|     |                                                                 |         |
| 3.  | "The Glow Of Love" (David Romani/Mauro Malavasi/Wayne Garfield) | 7:38    |
|     |                                                                 |         |
| 4.  | "Purple Rain" (Prince)                                          | 5:49    |
|     |                                                                 |         |
| 5.  | "Forget Me Nots" (Fred Washington/Patrice Rushen)               | 5:46    |
|     |                                                                 |         |
| 6.  | "I'll Be Around" (Phil Hurt/Thomas Bell)                        | 3:50    |
|     |                                                                 |         |
| 7.  | "Joy Inside My Tears" (Stevie Wonder)                           | 5:53    |
|     |                                                                 |         |
| 8.  | "Come Into My Life" (Joyce Sims)                                | 7:10    |
|     |                                                                 |         |
| 9.  | "What A Diff'rence A Day Makes" (Maria Grever/Stanley Adams)    | 5:52    |
|     |                                                                 |         |
| 10. | "Holding Back The Years" (Mick Hucknall/Neil Moss)              | 5:25    |
|     |                                                                 |         |
| 11. | "All The Kings Horses" (Aretha Franklin)                        | 4:27    |
|     |                                                                 |         |
|     |                                                                 | 1:00:58 |
|     |                                                                 |         |

## Pozycje na listach
| Lista 1993                                     | Pozycja |
| ---------------------------------------------- | ------- |
| Lista amerykańska R&B Albums                   | 40      |
| Lista amerykańska Top Contemporary Jazz Albums | 3       |
| Lista austriacka                               | 38      |
| Lista niemiecka                                | 64      |
| Lista norweska                                 | 39      |
| Lista szwajcarska                              | 25      |

## Notowania singli
| Rok  | Singel              | Notowania                                            | Poz. |
| ---- | ------------------- | ---------------------------------------------------- | ---- |
| 1996 | "Cajun Moon"        | Lista amerykańska Hot R&B/Hip-Hop Singles & Tracks   | 65   |
| 1996 | "Give Me the Night" | Lista amerykańska Hot R&B/Hip-Hop Singles & Tracks   | 47   |
| 1996 | "Give Me the Night" | Lista amerykańska Hot Dance Music/Maxi-Singles Sales | 21   |
| 1996 | "Give Me the Night" | Lista amerykańska Dance Music/Club Play Singles      | 36   |
| 1997 | "Give Me the Night" | Lista brytyjska UK Singles Chart                     | 60   |